# Culex vexillifer
Culex vexillifer är en tvåvingeart som beskrevs av William H.W. Komp 1936. Culex vexillifer ingår i släktet Culex och familjen stickmyggor.
Artens utbredningsområde är Panama. Inga underarter finns listade i Catalogue of Life.